# Spoorlijn Wenen - Salzburg
De spoorlijn Wenen - Salzburg, in Oostenrijk meestal Westbahn genoemd, loopt door de Oostenrijkse deelstaten Wenen, Neder-Oostenrijk, Opper-Oostenrijk en Salzburg. De spoorlijn bestaat uit een tweesporig oud traject en een tweesporig nieuw traject voor hogesnelheidstreinen. Het oude traject is 312,470 km lang en eindigt in Wenen op het kopstation Wien Westbahnhof. Het nieuwe traject is iets korter. De Westbahn is samen met de Südbahn een hoofdspoorlijn van de ÖBB, de grootste Oostenrijkse spoorwegmaatschappij.

## De oude Westbahn
De oude Westbahn is vanaf 1858 aangelegd door de k.k. priviligierte Kaiserin Elisabeth-Bahn. Ze wordt geëxploiteerd door de ÖBB. Ze heeft normaalspoor en is dubbelsporig geëlektificeerd. De maximale toegestane snelheid is nu 200 km per uur. Op een enkel traject heeft een trein bij een proef wel een snelheid 300 km per uur gehaald. De bovenleiding heeft een wisselspanning van 15 kV, met een frequentie van 16,7 Hz.
De Westbahn wordt gebruikt door lokaal Oostenrijks treinverkeer, intercity's (IC) en door internationale treinen uit Duitsland (o.a. ICE-treinen), Italië, Zwitserland, Frankrijk, België of Nederland naar Wenen of verder naar bijvoorbeeld Budapest of Warschau. Internationale treinen stoppen veelal in Linz, Amstetten, St. Pölten en in Hütteldorf, Wenen.
Treinen naar Budapest en Warschau rijden van station Westbahnhof via een boog door naar station Meidling in Wenen. Omdat station Westbahnhof een kopstation is, verandert de trein van rijrichting. De bedoeling is dat het op 9 december 2012 gedeeltelijk geopende station "Wien Hauptbahnhof" aan de Südtirolerplatz later deze functie van station Meidling overneemt en het eerste centrale station van Wenen wordt. Vanaf station "Wien Hauptbahnhof" rijden nu alleen nog lokale treinen en de trein naar Bratislava.

## De nieuwe Westbahn
Tussen Wenen en Linz wordt de Westbahn tot vier sporen uitgebouwd. Daarbij gaat het om een tweede dubbelsporige, gedeeltelijk onafhankelijke traject dat tot 2015 gereed zal zijn. Tussen Wenen en St. Pölten is daarvoor een hogesnelheidslijn aangelegd waar tot 230 km per uur gereden kan worden, en ook op andere deeltrajecten wordt deze snelheid bereikt. De nieuwe Westbahn wordt onder andere gebruikt door Railjet-treinen en treinen van de sinds december 2012 opererende Westbahn GmbH.
Samen met een nieuwe tunnel in het westen van Wenen doen vanaf 2014 de meeste langeafstandstreinen niet meer het station Westbahnhof aandoen maar het nieuwe station Wien Hauptbahnhof. Station Wien Meidling vervult de functie als halte voor langeafstandtreinen die van de Westbahn naar Boedapest doorrijden. Ook andere belangrijke stations langs de Westbahn zoals St. Pölten, Linz en Salzburg worden of zijn al verbouwd.

## Verbindingen in Wenen
Op het Weense station Hütteldorf kan overgestapt worden op de Weense metrolijn U4 en op de lijnen S2, S3, S15, S45 en S50 van de S-Bahn. Op het Westbahnhof van Wenen kunnen passagiers overstappen op de metrolijnen U3 en U6 en de S-lijn S50. Ook rijden er bij beide stations trams en bussen.

## Geschiedenis

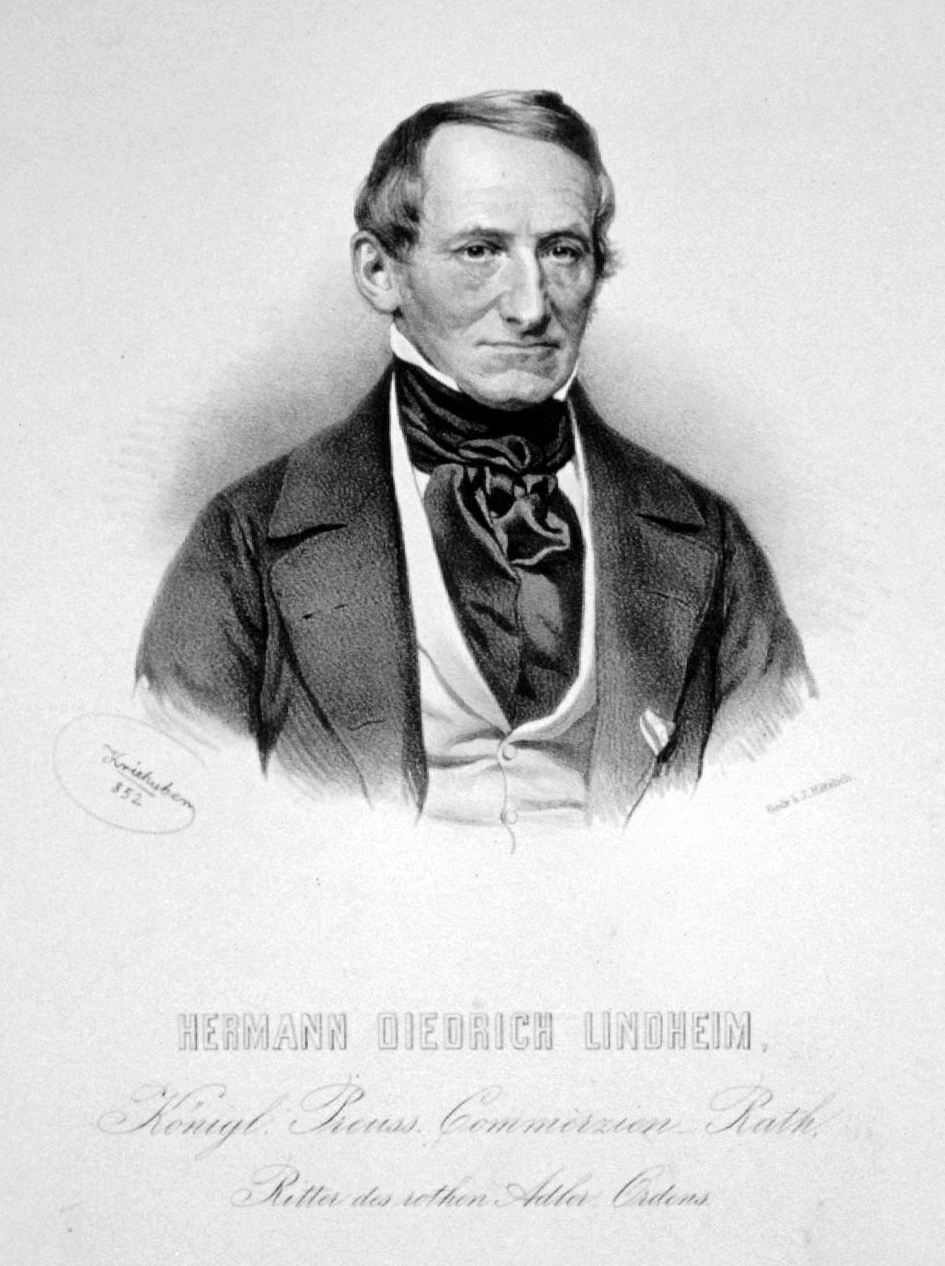
Hermann Dietrich Lindheim op een lithografie van Josef Kriehuber uit 1852.

In 1851 werd tussen het toenmalige koninkrijk Beieren en het toenmalige keizerrijk Oostenrijk een verdrag gesloten voor de bouw van een spoorlijn tussen Wenen en München. Het spoor werd aangelegd en later geëxploiteerd door de k.k. priviligierte Kaiserin Elisabeth-Bahn onder Hermann Dietrich Lindheim. Het traject tussen Linz en het station Westbahnhof in Wenen werd op 15 december 1858 geopend. Het spoor was op 1 augustus 1860 uitgebreid tot Salzburg. Een paar weken voor de opening was het al door keizerin Elisabeth (bekend onder de bijnaam Sisi) gebruikt om op vakantie te gaan bij haar vader in München. Op 12 augustus 1860 was het laatste stuk naar München af en werd de spoorlijn geopend in aanwezigheid van koning Maximiliaan II van Beieren en keizer Frans Jozef I, de man van keizerin Elisabeth. De reistijd was aanvankelijk negen uur. In 1861 was Passau ook met Linz verbonden via Wels en in 1872 Budweis via St. Valentin–Summerau. In 1884 werd de k.k. priviligierte Kaiserin Elisabeth-Bahn genationaliseerd. In 1901 was de spoorlijn tweesporig gemaakt. Na de Eerste Wereldoorlog begon men vanuit het westen met de aanleg van de elektrische bovenleiding. Op 19 december 1952 was men klaar met laatste stuk.

### Het voormalige traject Linz-Budweis
Tussen Linz en Budweis in Bohemen (tegenwoordig in de Republiek Tsjechië) liep vanaf 1832 een paardenspoorlijn op houten rails van de k.k. privilegierte Erste Eisenbahngesellschaft. Dit was de eerste spoorlijn in Europa op het vasteland. In 1857 werd die spoorlijn overgenomen door de k.k. priviligierte Kaiserin Elisabeth-Bahn. Hij moest omgebouwd worden om hem geschikt te maken voor locomotieven. Hoewel het spoor wel aangepast werd voor locomotieven, besloot men het toch een paardenspoorlijn te laten. De treinen met locotieven reden over de Summerauerbahn. Na de Eerste Wereldoorlog verloor de spoorlijn naar Budweis (Tsjechisch: České Budějovice) aan economische betekenis. Dit kwam doordat de toen geschapen landen Tsjechoslowakije en Oostenrijk politiek en economisch gescheiden werden met tolmuren ertussen. Na de Tweede Wereldoorlog werd het oude traject Linz-Budweis helemaal niet meer gebruikt. De voormalige spoorlijn is door gras overgroeid en is nauwelijks nog terug te vinden in het landschap. De Summerauerbahn is wel in gebruik. De paardenspoorweg ging echter ook van Linz naar Gmunden, en die route is tegenwoordig vooral een wandelroute, met veel informatieborden. Boven Linz is er een korte reconstructie met een replica-trein.